# جان میانگ
جان رو میانگ (انگلیسی: John Ro Myung؛ زادهٔ ۲۴ ژانویه ۱۹۶۷) نوازندهٔ آمریکایی گیتار بیس است که در گروه پراگرسیو متال دریم ثیتر فعالیت می‌کند.
میانگ متولد ۱۹۶۷ در شیکاگو، ایلینوی واقع در ایالات متحده آمریکا است. والدین وی کره‌ای الاصل بودند.